# CP 500
O CP-500 é um computador pessoal brasileiro que foi produzido pela empresa Prológica, entre 1982 e 1987. É compatível em termos de software e de hardware com o TRS-80 Modelo III norte-americano, utilizando linguagem BASIC.
Todos os modelos do CP-500, assim como praticamente todos os computadores da Prologica, têm seus gabinetes feitos em resina de poliuretano, com design de Luciano Deviá (1943-2014).

## Características
- Linguagem: BASIC
- Teclado: profissional, com 65 teclas, incorporado ao gabinete
- Display: monitor de fósforo verde de 12" incorporado ao gabinete; memória de vídeo de 1 KiB.
  - 16 X 64 texto
  - 16 X 32 texto
  - 24 X 80 texto (nos modelos posteriores ao M80)
  - 128 x 48 monocromático (modo gráfico)
  - 512 x 192 monocromático (alta resolução)
- Expansão:
  - 1 conector para duas unidades de disquetes externas
  - 1 porta de expansão traseira
- Portas:
  - 1 porta paralela
  - 1 porta serial RS232
- Armazenamento:

- - Drive de disquete (até duas unidades, incorporadas ao gabinete)
  - Gravador cassete compatível com gravadores cassette comuns da época, como o National modelo RQ-2222M (configuração raramente utilizada)[2]

- Som:
  - Alto-falante interno

## Modelos

### CP-500
Modelo inicial, lançado em abril de 1982. Vendido em configuração sem drives, e com um ou dois drives full height de 5" 1/4, 178 KiB. Houve também uma variação grafite desse modelo pouco antes do lançamento do CP-500/M80.

### CP-500/M80
Lançado em 1985, teve a cor do gabinete trocada definitivamente de bege para grafite. Além desta mudança estética, passou a oferecer a opção de operar com o SO-08, sistema operacional clone do CP/M, podendo acessar até 64 KiB de RAM e utilizar a vasta biblioteca de software existente para o SO da Digital Research (ou seja, WordStar, dBase II, CalcStar etc). Com uma porta RS-232 (através de um adaptador conectado à porta proprietária CP532C), era também capaz de acessar os incipientes sistemas de videotexto da época (Cirandão, Aruanda etc).

### CP-500/M80C
Lançado em 1986 na cor branca, era 30% mais compacto que seu antecessor (daí o "C" do nome), graças ao uso de drives de 5" 1/4 slim height (meia altura), colocados agora em posição vertical no gabinete.
Esse modelo já não tinha mais a porta para gravador cassette, embora houvesse o furo correspondente no painel metálico traseiro e os devidos espaços para os componentes do circuito de cassette na placa principal.
Ficou em produção (confirmada) até setembro de 1988 mesmo após o lançamento do CP-500/Turbo.

### CP-500/Turbo
Último lançamento da linha, em 1987. Similar ao CP-500/M80C, porém na cor grafite e seu principal destaque era o clock, de 4 MHz.